# Por una Cabeza
"Por una Cabeza" là một bản nhạc tango Argentina với phần nhạc của Carlos Gardel và phần lời của Alfredo Le Pera, viết vào năm 1935.

## Sáng tác
Tên bài hát là một cụm từ tiếng Tây Ban Nha liên quan đến đua ngựa, dịch nghĩa là "bằng cái đầu", ý muốn chỉ việc con ngựa đua chiến thắng nhờ chiều dài cái đầu của nó. Lời bài hát nói về một tay cờ bạc cá cược ngựa đua so sánh chứng nghiện ngựa đua của anh ta với khả năng thu hút phụ nữ của mình.
Alfredo Le Pera là một người Brasil đến từ São Paulo - một khu vực chịu ảnh hưởng nặng của Ý. Le Pera và Gardel chết trong một vụ rơi máy bay tại Medellín (Colombia) vào ngày 24 tháng 6 năm 1935.

## Sự phổ biến
Bản nhạc tango này được rất nhiều dàn nhạc tango trình diễn. Các cảnh khiêu vũ tango trên nền nhạc "Por una Cabeza" xuất hiện trong các bộ phim như Delicatessen (1991), Scent of a Woman (1992), Bản danh sách của Schindler (1993), Lời nói dối chân thật (1994), Titanic (1997), Bad Santa (bản Không cắt, 2003), All the King's Men (2006), Planet 51 (2009), tập 37 của Nip/Tuck (2003–2010), tập 9 của sê-ri phim Hàn Quốc Sweet Spy (2005–08), đoạn mở đầu và kết thúc của phim truyền hình Hàn Quốc Xin lỗi, anh yêu em (2004) và tập "Down the Rabbit Hole" trong sê-ri truyền hình CSI: NY (2007). Trong bộ phim Frida (Salma Hayek, 2002), người xem có thể nghe thấy ca khúc này với tiếng hát của Gardel phát ra từ chiếc radio. Bài hát cũng được trích dẫn trong bài "Good News! Nilda is Back" của David Del Tredici (từ tập bài hát Miz Inez Sez). Trong phim Scent of a Woman (1992), bản tango này được thể hiện bởi nhóm "The Tango Project" gồm William Schimmel (đàn accordion), Michael Sahl (dương cầm) và Stan Kurtis (vĩ cầm). John Williams soạn lại bài nhạc dành cho solo vĩ cầm do Itzhak Perlman trình diễn và thu vào album "Cinema Serenade". Năm 2012, nhóm "Da Carrera" phát hành phiên bản dance của bài hát với phần hát gốc của Carlos Gardel.